# Влашка
Влашка (такође позната као Vlahia или Valahia; на румунском: Țara Românescă, дословно „Румунска земља”; на турском: Eflak или Ulahya) је једна од историјских покрајина Румуније , ако не и њен најважнији део са престоницом. Влашка је раније била кнежевина (види: Кнежевина Влашка), која је постојала од касног средњег до средине 19. вијека.
Влашка се као пространа област дели на Мунтенију (Велику Влашку) и Олтенију (Малу Влашку).

## Порекло назива
Назив Влашка везује се за реч влах која је словенског порекла, прихватили су је и Грци, а потом и остали. Током историје она се највише односила на становништво латинског порекла у средишњој, источној и јужној Европи (Румуни, Цинцари...). Касније су израз влах прихватили и народи који су доспели на ове просторе (Кезуни, Турци, Мађари). Данас се овим изразом назива све латинизирано становништво осим Румуна.

## Географија
Влашка, као област, заузима највећи део Влашке низије. Она се простире сјеверно од Дунава и јужно од Карпатских планина. Ријека Олт дијели Влашку на двије области: источни дио, Мунтенија и западни дио Олтенија. На југу, Влашка се граничила с Бугарском, а на сјеверозападу с Трансилванијом, те Молдавијом, на сјевероистоку.
Главни град историјске влашке кнежевине је мијењан током времена, од Куртеа де Арђеш (Куртја на Арђешу), до Трговишта и коначно Букурешта.

## Историја
За период Влашке као османлијског суверенства, види чланак Влашка (османлијско суверенство).